# Grande Prêmio do Cinema Brasileiro 2015
É a décima quarta edição do Grande Prêmio Brasileiro de Cinema, organizado pela Academia Brasileira de Cinema, homenageando os melhores filmes do ano anterior em diversas categorias. A entrega dos prêmios aconteceu em 01 de setembro de 2015, no Cine Odeon do Rio de Janeiro.

## Vencedores e indicados
| Melhor Longa-Metragem de Ficção | Melhor Direção |
| --- | --- |
| - O Lobo atrás da Porta, de Fernando Coimbra. Produção: Caio Gullane, Fabiano Gullane, Debora Ivanov e Gabriel Lacerda, por Gullane, e Rodrigo Castellar e Pablo Torrecillas, por TC Filmes - Getúlio, de João Jardim. Produção: João Jardim e Carla Camurati, por Copacabana Filmes - Hoje Eu Quero Voltar Sozinho, de Daniel Ribeiro. Produção: Daniel Ribeiro e Diana Almeida, por Lacuna Filmes - Praia do Futuro, de Karim Aïnouz. Produção: Geórgia Costa Araújo, por Coração da Selva - Tim Maia, de Mauro Lima. Produção: Rodrigo Teixeira, por RT Features                                                                  | - Fernando Coimbra, por O Lobo atrás da Porta - Carolina Jabor, por Boa sorte - João Jardim, por Getúlio - Karim Aïnouz por Praia do futuro - Daniel Ribeiro, por Hoje eu quero voltar sozinho |
| Melhor Atriz | Melhor Ator |
| - Leandra Leal, como Rosa, em O Lobo atrás da Porta - Bianca Comparato, como Irmã Dulce (fase 1), em Irmã Dulce - Deborah Secco, como Judite, em Boa sorte - Drica Moraes, como Alzira Vargas, em Getúlio - Fabiula Nascimento, como Sylvia, em O Lobo atrás da Porta | - Babu Santana, como Tim Maia, em Tim Maia (fase 2) - Alexandre Borges, como Carlos Lacerda, em Getúlio - Matheus Nachtergaele, como Joãosinho Trinta, em Trinta - Milhem Cortaz, como Bernardo, em O Lobo atrás da Porta - Tony Ramos, como Getúlio Vargas, em Getúlio |
| Melhor Atriz Coadjuvante | Melhor Ator Coadjuvante |
| - Thalita Carauta, como Betty, em O Lobo atrás da Porta - Alice Braga, como Júlia, em Os amigos - Fabíula Nascimento, como Lygia, em Não pare na pista: a melhor história de Paulo Coelho - Gloria Pires, como mãe de Dulce, em Irmã Dulce - Zezé Polessa, como Dulcinha, em Irmã Dulce | - Jesuíta Barbosa, como Ayrton, Praia do futuro - Adriano Garib, como general Zenóbio da Costa, em Getúlio - Antônio Fagundes, como delegado Valadares, em Alemão - Babu Santana, como Caolha, em Júlio sumiu - Cauã Reymond, como Fábio, em Tim Maia - Cauã Reymond, como Playboy, em Alemão - José Wilker, como Dr. Fausto, em Isolados |
| Melhor Roteiro Original | Melhor Roteiro Adaptado |
| - Fernando Coimbra, por O lobo atrás da porta - Alê Abreu, por O menino e o mundo - Anna Muylaert e L.G. Bayão, por Irmã Dulce - Daniel Ribeiro, por Hoje eu quero voltar sozinho - George Moura por Getúlio | - Jorge Furtado e Pedro Furtado, por Boa sorte, adaptado da obra Frontal com Fanta de Jorge Furtado - Cristiano Abud, André Carreira e Guilherme Fiúza Zenha, por O menino no espelho, adaptado da obra O menino no espelho, de Fernando Sabino - Matheus Souza – por Confissões de adolescente, adaptado da obra Confissões de Adolescente de Maria Mariana - Mauro Lima e Antonia Pellegria - por 'Tim Maia, adaptado da obra Vale Tudo, de Nelson Motta - Susana Schild – por Mão na luva, adaptado da obra Mão na Luva, de Oduvaldo Vianna Filho                                                      |
| Melhor Direção de Fotografia | Melhor Direção de Arte |
| - Lula Carvalho, por O Lobo atrás da Porta - Adriano Goldman, por Trash – a esperança vem do lixo - Ali Olcay Gözkaya, por Praia do futuro - Gustavo Hadba, por Irmã Dulce - Walter Carvalho, por Getúlio | - Tiago Marques, por Getúlio - Claudio Amaral Peixoto, por Tim Maia - Daniel Flaksman, por Irmã Dulce - Daniel Flaksman, por Trinta - Tiago Marques, por O Lobo atrás da Porta |
| Melhor Figurino | Melhor Maquiagem |
| - Kika Lopes, por Trinta - Camila Soares, por Praia do futuro - Cris Kangussu, por Irmã Dulce - Marcelo Pies, por Getúlio - Reka Koves, por Tim Maia | - Martín Macias Trujillo, por Getúlio - André Anastácio, por Alemão - Auri Mota, David Martí, Montse Ribé e Stephen Murphy, por O Lobo atrás da Porta - Auri Mota, por Irmã Dulce - Lucila Robirosa, por Tim Maia - Martín Marcias Trujillo, por Boa sorte |
| Melhor Efeito Visual | Melhor Montagem de Ficção |
| - Adam Rowland, por Trash – a esperança vem do lixo - Claudio Peralta, por Rio, eu te amo - Guilherme Ramalho, por Tim Maia - Robson Sartori, por Irmã Dulce - Sérgio Farjalla e Robson Sartori, por Alemão | - Karen Akerman, por O lobo atrás da porta - Cristina Chinen, por Hoje eu quero voltar sozinho - Isabela Monteiro de Castro, por Praia do futuro - Joana Ventura e Pedro Bronz, por Getúlio - Sergio Mekler, por Boa sorte |
| Melhor Documentário de Longa-Metragem | Melhor Documentário de Curta-Metragem |
| - Brincante, de Walter Carvalho. Produção: Caio Gullane, Fabiano Gullane e Debora Ivanov, por Gullane - A Farra do Circo, de Roberto Berliner e Pedro Bronz. Produção: Rodrigo Letier e Roberto Berliner por TV Zero - Dominguinhos, de Eduardo Nazarian, Joaquim Castro e Mariana Aydar. Produção: Deborah Osborn, Felipe Briso e Gilberto Topczewski, por BigBonsai - Olho nu, de Joel Pizzini. Produção: André Saddy e Paloma Rocha, por Canal Brasil - Tim Lopes - História de Arcanjo, de Guilherme Azevedo. Produção: Emilio Gallo, por FilmidiLuzzi, e Guilherme Azevedo, por Avexi Filmes                                    | - Efeito Casimiro, de Clarice Saliby - Do petróleo e do cinema, de Artêmio Macedo - O canto da lona, de Thiago Mendonça - Se essa lua fosse minha, de Larissa Lewandoski - Sioma, o papel da fotografia, de Eneida Serrano e Karine Emerich |
| Melhor Montagem de Documentário | Melhor Som |
| - Pedro Bronz por A Farra do Circo - Giba Assis Brasil por Mercado de notícias - Joana Collier por Tim Lopes – história de Arcanjo - Joaquim Castro por Dominguinhos - Pablo Ribeiro por Brincante | - George Saldanha, François Wolf e Armando Torres Jr., por Tim Maia - Danilo Carvalho, Dirk Homann, Waldir Xavier e Matthias Schwab, por Praia do futuro' - Felipe Schultz Mussel, Alessandro Laroca, Armando Torres Jr. e Eduardo Virmond Lima, por Alemão - Pedro Melo, Alessandro Laroca e Branko Neskov, por Getúlio - Vampiro e Ricardo Cutz, por O lobo atrás da porta |
| Melhor Trilha Sonora | Melhor Trilha Sonora Original |
| - Berna Ceppas e Mauro Lima por Tim Maia - André Moraes, por Copa de elite - Lina Chamie, por Os amigos - Mariana Aydar, Eduardo Nazarian e Duani Martins, por Dominguinhos - Roberto Berliner e Pedro Bronz, por A Farra do Circo | - André Abujamra, por Trinta - Antonio Nóbrega, por Brincante - Antonio Pinto, por Trash – a esperança vem do lixo - Fabiano Krieger e Lucas Marcier por Irmã Dulce - Federico Jusid por Getúlio |
| Melhor Curta-Metragem de Ficção | Melhor Longa-Metragem de Animação |
| - O caminhão do meu pai, de Maurício Osaki - A era de ouro, de Leonardo Mouramateus e Miguel Antunes Ramos - Nua por dentro do couro, de Lucas Sá - O filme de Carlinhos, de Henrique Filho - Voltando pra casa, de Thiago Kistenmaker | - O menino e o mundo, de Alê Abreu. Produção: Fernanda Carvalho e Tita Tessler, por Filme de Papel - As aventuras do avião vermelho, de Frederico Pinto e José Maia. Produção: Aletéia Selonk, por Okna Produções, Camila Gonzatto e Frederico Pinto, por Armazém de Imagens. |
| Melhor Curta-Metragem de Animação | Melhor Longa-Metragem Estrangeiro |
| - A pequena vendedora de fósforos, de Kyoko Yamashita - Edifício Tatuapé Mahal, de Carolina Markowicz e Fernanda Salloum - Guida, de Rosana Urbes - Miroca e seu cuco caduco, de Diego Lopes - Viagem na chuva, de Wesley Rodrigues | - Relatos Selvagens (Relatos Selvajes, ficção, Argentina) – dirigido por DamiánSzifron. Distribuição: Warner Bros - Boyhood da infância a juventude (Boyhood, ficção, EUA) – dirigido por Richard Linklater. Distribuição Universal - Clube de Compras Dallas (Dallas Buyers Club, ficção, EUA) – dirigido por Jean-Marc Vallée. Distribuição Universal - O Grande Hotel Budapeste (The Grand Budapest Hotel, ficção, EUA) –dirigido por Wes Anderson. Distribuição: Fox Filmes - O Lobo de Wall Street (The Wolf of Wall Street, ficção, EUA) – dirigido por Martin Scorsese. Distribuição: Paris Filmes |
| Melhor Longa-Metragem Infantil | Melhor Longa Metragem-Comédia |
| - O menino e o mundo, de Alê Abreu. Produção: Fernanda Carvalho e Tita Tessler, por Filme de Papel - As aventuras do avião vermelho, de Frederico Pinto e José Maia. Produção: Aletéia Selonk, por Okna Produções, Camila Gonzatto e Frederico Pinto, por Armazém de Imagens. - O menino no espelho, de Guilherme Fiúza Zenha. Produção: André Carreira por Camisa Listrada e Guilherme Fiúza Zenha, por Solo Filmes - O segredo dos diamantes, de Helvécio Ratton. Produção: Simone Magalhães Matos, por Quimera Filmes - Os Caras de Pau em O Misterioso Roubo do Anel, de Felipe Joffily. Produção: Augusto Casé, por Casé Filmes | - Os Homens São de Marte... e É pra lá que Eu Vou, de Marcus Baldini. Produção: Bianca Villar, Fernando Fraiha e Karen Castanho, por Biônica Filmes - Confissões de Adolescentes, de Daniel Filho e Cris D'Amato. Produção: Daniel Filho, por Lereby Produções Ltda - O Candidato Honesto, de Roberto Santucci. Produção: André Carreira, por Camisa Listrada, e Roberto Santucci, por Panorama Filmes - Julio sumiu, de Roberto Berliner. Produção: Rodrigo Letier, por TV Zero, e Manfredo G. Barreto - S.O.S. Mulheres ao Mar, de Cris D’Amato. Produção: Julio Uchôa, por Ananã Produções             |